# Imediatidade imperial
Imediatidade imperial (em alemão Reichsfreiheit ou Reichsunmittelbarkeit) significava, no Sacro Império Romano-Germânico, a condição das pessoas e instituições (entidades religiosas, principados, cidades) que estavam imediatamente sujeitas ao imperador. Tais instituições eram também chamadas estados imediatos.
Distinguiam-se três grupos de pessoas ou instituições que possuíam imediatidade imperial:
1. Indivíduos que tinham o direito de tomar parte na Dieta Imperial; eram sobretudo os príncipes eleitores e demais príncipes imperiais, assim eclesiásticos como leigos;
2. Instituições que tomavam parte na Dieta Imperial por meio de seus representantes, como as abadias imperiais e as cidades imperiais;
3. Existia ainda um terceiro grupo de pessoas e instituições dotadas de Reichsfreiheit, que porém não possuíam o direito de tomar parte na Dieta: eram principalmente os cavaleiros imperiais, uma série de conventos, sobretudo femininos, e algumas vilas.

Uma cidade, abadia ou território dotado de reichsfreiheit estava sob autoridade direta do imperador e da Dieta Imperial, sem suseranos intermediários. 
As regiões possuidoras de tal privilégio tinham o direito de coletar impostos e ostentavam certos direitos judiciais (inclusive a Blutgericht, alto foro judiciário, com o poder de impor a pena capital). Na prática, a imediatidade imperial correspondia a uma semi-independência com um alto grau de autonomia.

## O fim da imediatidade imperial
A Mediatização Alemã (em alemão:  Reichsdeputationshauptschluss) de 1803 pôs fim à imediatidade imperial, com exceção de algumas cidades. É o fenômeno chamado mediatização. A imediatidade imperial cessou definitivamente de existir com a dissolução do Sacro Império Romano-Germânico em 1806. 